# 犯罪被害者等給付金の支給等による犯罪被害者等の支援に関する法律
犯罪被害者等給付金の支給等による犯罪被害者等の支援に関する法律（はんざいひがいしゃとうきゅうふきんのしきゅうとうによるはんざいひがいしゃとうのしえんにかんするほうりつ、昭和55年5月1日法律第36号）は、犯罪被害者給付金に関する日本の法律である。2008年（平成20年）改正以降は「犯罪被害者支援法」と略す。
1980年5月1日に公布された。
制定当時の題名は「犯罪被害者等給付金支給法」であり、2001年（平成13年）7月1日の改正で題名が「犯罪被害者等給付金の支給等に関する法律」に改題され、更に2008年（平成20年）7月1日の改正で現行の題名に改題された。

## 制定の経緯及び適用
昭和42年（1967年）、横浜市を中心に結成されていた「殺人犯罪の撲滅を推進する会」（代表：市瀬朝一）と京都市を中心に結成されていた「被害者補償制度を促進する会」（代表：大谷実）が合流。全国組織「被害者補償制度を促進する会」として、国に被害者補償に関する法律の作成を働きかけを始めた。そして昭和49年（1974年）の三菱重工爆破事件をきっかけに昭和55年（1980年）に制定され、昭和56年1月1日から施行された。
犯罪被害者等給付制度は、昭和56年1月16日、その実施第1号として、群馬県桐生市でおきた幼児殺人事件に適用され、群馬県公安委員会で、遺族からだされた給付金支給申請をうけて、適用資格の審査の結果、被害者に犯罪につながるような原因がなかったことから、給付金の支給がすんなりと決まった。被害者が幼児で労働などによる収入がなく、この幼児によって生計をたてている者もないことから、20歳以下の子どものクラスのうち、最低額に当る2,500円に、生計をたてている者がいない場合の、乗率千位をかけて、支給金220万円とした。
犯罪被害者への給付金支給の申請は、1月3日大阪淀川にて起きた飲食店での客同士の傷害事件をはじめ、これまでに六件の申請がなされていた。桐生事件はこの中で最も新しいものだったが、被害者にまったく落ち度がなかったことで、同制度の施行で最初に決ったものである。

## 給付金額
遺族給付金が320万～2964万5000円、医療費などを支給する重傷病給付金が上限120万円、障害が残った被害者への障害給付金が18万～3974万4000円。2022年度は、遺族給付金は被害者1人あたり平均支給額が743万円。
2023年度は、143件、計約10億1000万円の支給が決定された。平均支給額は約707万円、最高額は約2590万円。

## 問題点
同法は、以下に挙げる問題点が残っており、被害者や遺族らから改善を求める声が上がっている。
1. 支援対象を日本国内での犯罪に遭った被害者やその遺族に限定
2. 海外で犯罪に遭った場合は支援の対象外
3. 発生国での国内対応に一任している
4. 生活保護受給者が給付金を受け取った場合、収入認定の対象となり、保護費の減額や保護廃止、場合によっては福祉事務所から過去に支給された保護費の全額返還を求められる
5. DVや児童虐待、被害者にも落ち度があった場合は支援の対象外
6. 事件直前3ヶ月の収入を元に算定するため、被害者が退職、あるいは休職していた場合十分な支援が受けられない恐れがある
7. 加害者が親族である場合、それだけを理由として給付金が減額されるケースがある

このうち、2については、2016年（平成28年）11月30日から施行された国外犯罪被害弔慰金等の支給に関する法律に基づき、海外での犯罪行為により死亡した日本国民の遺族や重障害が残った日本国民に国外犯罪被害弔慰金や国外犯罪被害障害見舞金が支給されることとなった。ただ、障害見舞金の支給の条件が「両眼の失明」や「両下肢を膝関節以上で失う」などと厳しく、また支給される額も100万円と少額であるなど、なお問題点が残っている。
また7については、2021年に兵庫県稲美町で小学生の兄弟が叔父により殺害され放火された事件で、兄弟の両親が兵庫県公安委員会を相手取り、加害者が親族であるだけの理由で給付金を減額するのは違憲であるとして、2024年6月18日に神戸地方裁判所に提訴している。

## 関連文献
- 佐藤秀郎 『衝動殺人』 中央公論社 1978年